# Янагісіта Масаакі
Масаакі Янагісіта (яп. 柳下 正明, нар. 1 січня 1960, Сідзуока) — японський футболіст, що грав на позиції. По завершенні ігрової кар'єри — тренер.
Виступав, зокрема, за клуб «Ямаха Моторс», а також молодіжну збірну Японії.

## Клубна кар'єра
У дорослому футболі дебютував 1982 року виступами за команду клубу «Ямаха Моторс», кольори якої і захищав протягом усієї своєї кар'єри гравця, що тривала одинадцять років. 

## Виступи за збірну
У 1979 році залучався до складу молодіжної збірної Японії.

## Кар'єра тренера
Розпочав тренерську кар'єру, повернувшись до футболу після тривалої перерви, 2003 року, очоливши тренерський штаб клубу «Джубіло Івата».
В подальшому очолював команду клубу «Консадолє Саппоро».
Наразі останнім місцем тренерської роботи був клуб «Альбірекс Ніїгата», головним тренером команди якого Масаакі Янагісіта був з 2012 по 2015 рік.

## Титули і досягнення
Гравець
- Чемпіон Японії (1):

«Ямаха Моторс»: 1978-88
- Володар Кубка Імператора (1):

«Ямаха Моторс»: 1982
Тренер
- Володар Кубка Імператора (1):

«Джубіло Івата»: 2003
- Володар Суперкубка Японії (1):

«Джубіло Івата»: 2003
- Володар Кубка Джей-ліги (1):

«Джубіло Івата»: 2010
- Володар Кубка банку Суруга (1):

«Джубіло Івата»:  2011